# Maximilian Heinrich von Bayern

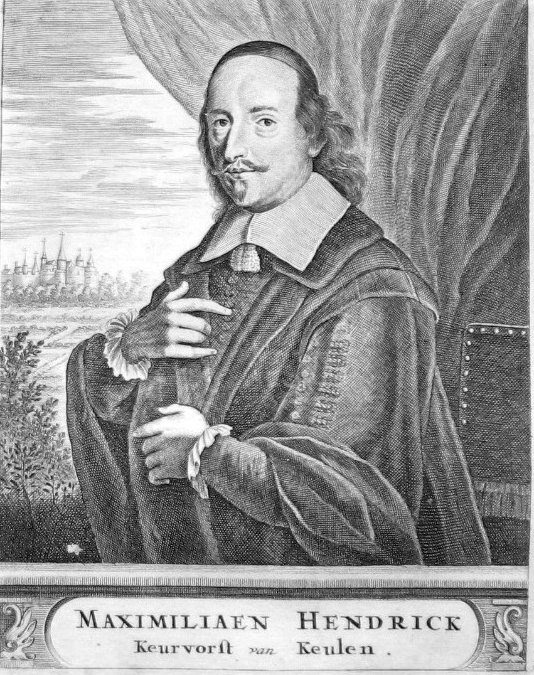
Erzbischof Maximilian Heinrich von Bayern, zeitgenössischer Stich

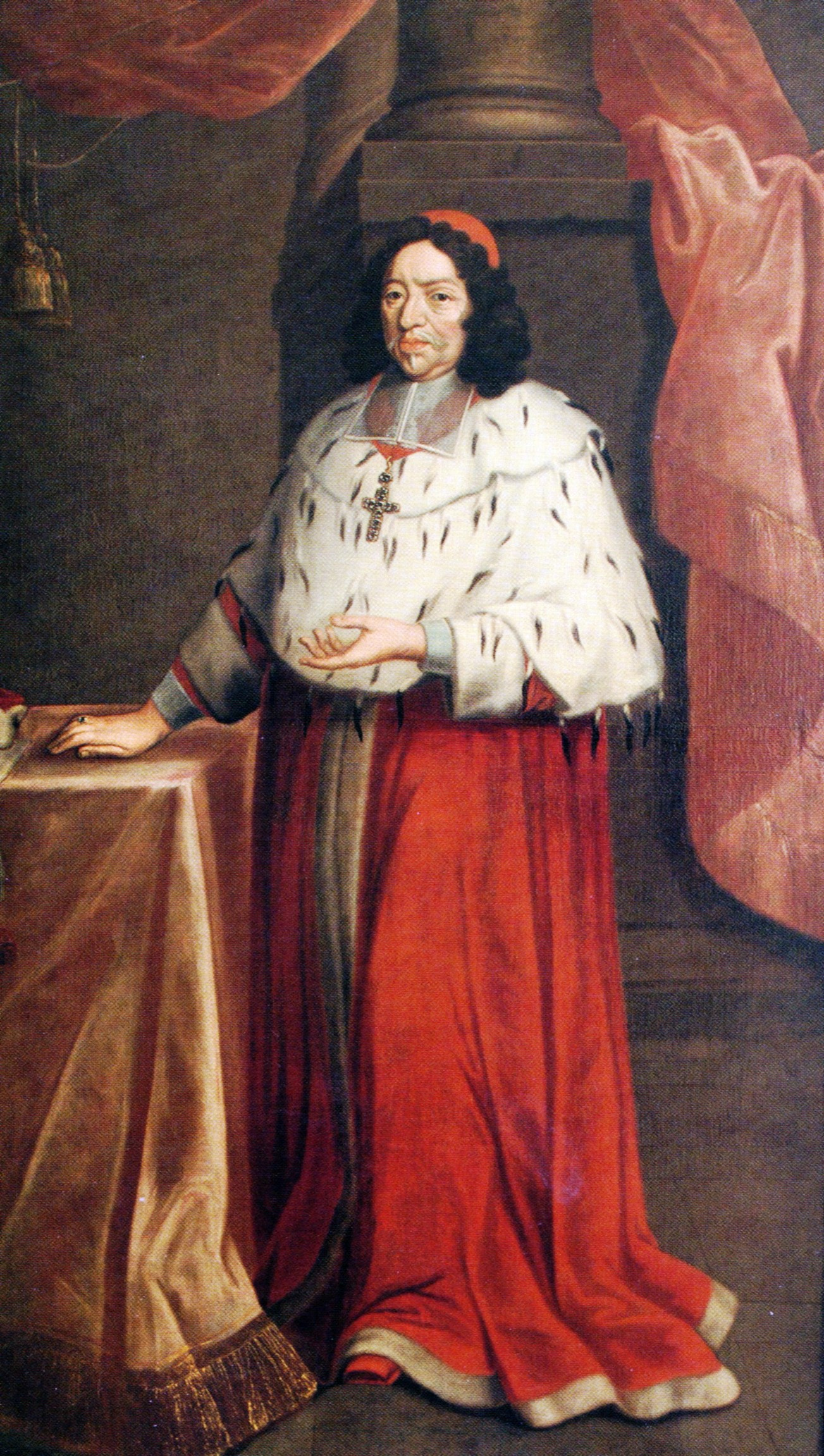
Lebensgroßes Bildnis von Maximilian Heinrich (heute im Sauerland-Museum in Arnsberg)

Maximilian Heinrich von Bayern (* 8. Oktober 1621 in München; † 3. Juni 1688 in Bonn) war ein Prinz mit dem Titel Herzog von Bayern aus dem Hause Wittelsbach und ab 1650 Erzbischof und Kurfürst von Köln, Bischof von Hildesheim und Lüttich. Außerdem war er ab 1650 Administrator der Fürstpropstei Berchtesgaden, ab 1657 Abt der Reichsabtei Stablo-Malmedy sowie ab 1683 (ohne päpstliche Erlaubnis) Bischof von Münster. In geistlicher Hinsicht war er ein Vertreter der Gegenreformation und der Beschlüsse des Konzils von Trient. Gleichzeitig kritisierte er den Einfluss der römischen Kurie. Sein politisches Handeln war erheblich von Beratern bestimmt. Innenpolitisch fiel seine Politik in den verschiedenen von ihm beherrschten Territorien unterschiedlich aus. Außenpolitisch verfolgte er einen profranzösischen Kurs.

## Familie
Maximilian Heinrich war das vierte und letzte Kind und der dritte Sohn von Herzog Albrecht VI. von Bayern-Leuchtenberg und dessen Frau Mechthildis von Leuchtenberg, Tochter des Landgrafen Georg IV. Ludwig von Leuchtenberg. Sein Bruder Albrecht Sigismund war Bischof von Freising und Regensburg. Zu seinen Onkeln zählen Kurfürst Maximilian I. von Bayern sowie Erzbischof Ferdinand von Köln. Ein Vetter war Kardinal Franz Wilhelm Graf von Wartenberg. Ein Neffe war Joseph Clemens, späterer Erzbischof von Köln.

## Frühes Leben
Bereits früh war Maximilian Heinrich für den geistlichen Stand bestimmt. Schon als Kind wurden ihm daher zahlreiche Domherrenpräbenden verliehen. Dazu gehörten Stellen in Köln (1622), Konstanz (1626), Straßburg (1626), Halberstadt (1627), Brixen (1629), Salzburg (1629), Münster (1629), Hildesheim (1632), Lüttich (1641) und Paderborn (1657).
Erzogen wurde er von den Hofmeistern aus dem Orden der Jesuiten, Rudolf von Rechberg und Georg Christoph von Haslang. Danach kam er 1637 zu seinem Onkel Erzbischof Ferdinand und wurde 1638 Propst des Stiftes St. Gereon. Dieses Amt behielt er bis 1650. Er war auch Dompropst in Konstanz und Straßburg. In Köln besuchte Maximilian Heinrich das Gymnasium Tricoronatum, wo er zum Präfekten der Schülerkongregation aufstieg. Danach war er ab 1637 an der Universität Köln eingeschrieben. Zwischen 1643 und 1649 studierte er katholische Theologie in Löwen. In Lüttich wurde er 1649 Domdechant.

## Persönlichkeit
Maximilian Heinrich wird als fromm, persönlich untadelig, menschenscheu, früh kränklich und misstrauisch beschrieben. Er habe unter Melancholie und Hypochondrie gelitten und dazu geneigt, weltliche Pflichten zu vernachlässigen. Zwischen 1673 und 1683 zog er sich in die Abtei St. Pantaleon in Köln zurück. Dort lebte er ohne seinen Hofstaat in einfachen Verhältnissen und widmete sich geistlichen Übungen und seinen alchemistischen Neigungen. Maximilian Heinrich sammelte Gold, Edelsteine und Münzen; er war seit seiner Jugend Experte für das Schleifen von Edelsteinen und hat selbst die Steine für den Westfälischen Landständepokal geschliffen. Im Jahr 1667 unternahm er inkognito eine Reise nach Amsterdam, um dort alchemistischen Fragen nachzugehen.
Maximilian Heinrich wird als politisch unentschlossen charakterisiert. Er stützte sich bei seinen Entscheidungen auf Berater, insbesondere auf die Brüder Franz Egon von Fürstenberg und Wilhelm Egon von Fürstenberg („Egoniten“), die entschiedene Parteigänger französischer Interessen im Heiligen Römischen Reich waren. Hinzu kamen der Kanzler Peter von Buschmann und weitere Ratgeber.
Im Gegensatz zu den übrigen Wittelsbacher Prinzen, die den Kölner Erzbischofstuhl besetzten, fühlte sich Maximilian Heinrich tatsächlich zum Priester berufen. Anders als sein Vorvorgänger Ernst von Bayern, der mit Gertrud von Plettenberg zusammenlebte, hatte Maximilian Heinrich keine Mätressen.

## Aufstieg zum Erzbischof und zu weiteren Ämtern
Auf Drängen seines Vetters Graf von Wartenberg wurde Maximilian Heinrich 1633 Koadjutor im Bistum Hildesheim, dazu 1642 Koadjutor in Köln und 1649 Koadjutor in Lüttich. Nach dem Tod seines Onkels Ferdinand 1650 wurde er dessen Nachfolger als Erzbischof von Köln, als Bischof von Lüttich, als Bischof von Hildesheim sowie als Administrator des Stiftes Berchtesgaden. Im Jahr 1654 wurde er Koadjutor von Wilhelm von Bayern, dem unehelichen Sohn von Erzbischof Ernst von Bayern, im Doppelkloster Stablo-Malmedy. Die Abtswürde erhielt Maximilian Heinrich 1657, gab sie aber zu Gunsten von Franz Egon von Fürstenberg wieder auf. Darüber hinaus meldete er Interesse an den Bischofssitzen von Freising, Münster und Paderborn an, scheiterte jedoch am Widerstand der römischen Kurie. Für das Bischofsamt in Münster postulierte er nach dem Tod von Ferdinand von Fürstenberg. Da die päpstliche Erlaubnis ausblieb, war Maximilian Heinrich zwar der weltliche Herrscher des Hochstifts Münster, nicht aber der Bischof des Bistums Münster.

## Geistliches Wirken

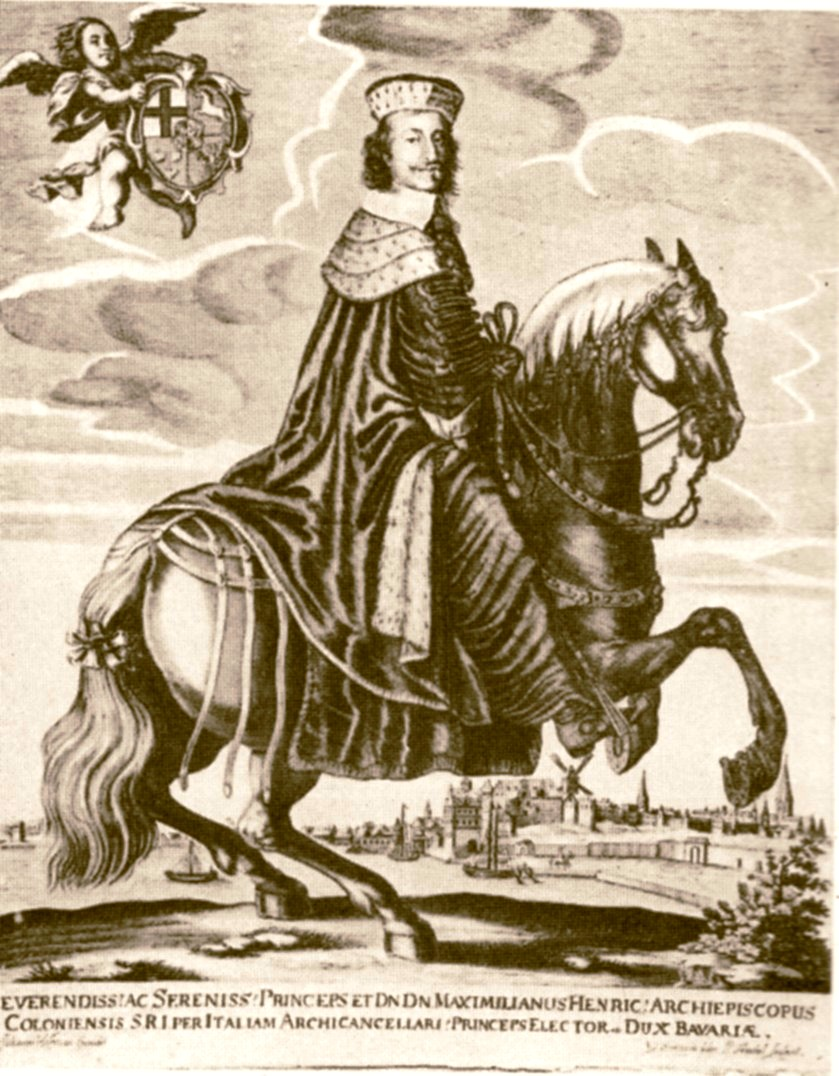
Maximilian Heinrich zu Pferd vor der Stadt Bonn

Um seinen geistlichen Pflichten nachkommen zu können, ließ er sich die ihm noch fehlenden Weihen erteilen. So empfing er im September 1651 die Priesterweihe und im Oktober 1651 durch den päpstlichen Nuntius Fabio Chigi, dem späteren Papst Alexander VII., in der (im Mai 1800 abgebrannten) Bonner Remigiuskirche die Bischofsweihe. Damit war er nach mehr als hundert Jahren der erste zum Bischof geweihte Erzbischof von Köln.
In kirchlichen Fragen stand er wie seine Vorgänger auf Seiten der Gegenreformation und den damit verbundenen innerkirchlichen Reformen in der Folge des Konzils von Trient. Er ließ zwischen 1651 und 1682 Diözesansynoden abhalten. Die von seinem Weihbischof Georg Pauli-Stravius ausgearbeiteten Synodalstatuten beeinflussten die Seelsorgepraxis der kölnischen Kirche für die folgenden Jahrhunderte. Großen Wert legte Maximilian Heinrich auf die Disziplinierung des Klerus, die Begrenzung der Volksfrömmigkeit, die Anpassung der Glaubens- und Ehebestimmungen an die des Konzils von Trient, die Übernahme des veränderten römischen Ritus und die Beschneidung des Einflusses der Archidiakone.
Im Bereich der Orden förderte Maximilian Heinrich insbesondere Franziskaner und Jesuiten. Aus ihren Reihen stammten auch seine Beichtväter. In Bonn wurde 1673 das Jesuitengymnasium gegründet. Er holte die ersten Augustiner-Chorfrauen in seinen Einflussbereich. Im Jahr 1651 entsandte er die ersten Jesuiten nach Arnsberg, in die Hauptstadt des zu Kurköln gehörenden Herzogtums Westfalen; daraus ging die Arnsberger Jesuitenmission hervor. Maximilian Heinrich genehmigte 1654 die Niederlassung der Minoriten in Brilon. Im Jahr 1661 kam die Marienstatue aus der protestantisch gewordenen Wiesenkirche in Soest nach Werl. Maximilian Heinrich verfügte, dass die Statue der Verehrung zugänglich gemacht wurde. Danach entwickelte sich die Kapuzinerkirche Werl zum Wallfahrtsort.
Maximilian Heinrich plante offenbar, den Bau des Kölner Doms fortzusetzen. Dazu kam es nicht. Jedoch trug er zur inneren Ausschmückung des Domes bei; er schenkte der Schatzkammer wertvolle Stücke wie eine Monstranz; insbesondere sorgte er für die Ausgestaltung der Dreikönigskapelle.
Den Machtanspruch der römischen Kurie und des in Köln residierenden päpstlichen Nuntius lehnte er ab. Er nahm durch seinen Kanzler Peter von Buschmann Einfluss auf entsprechende Bestimmungen in der Wahlkapitulation von Leopold I. Die antirömischen Bestrebungen gipfelten im Jahr 1660 im Plan eines deutschen Nationalkonzils.

## Reichs- und Außenpolitik

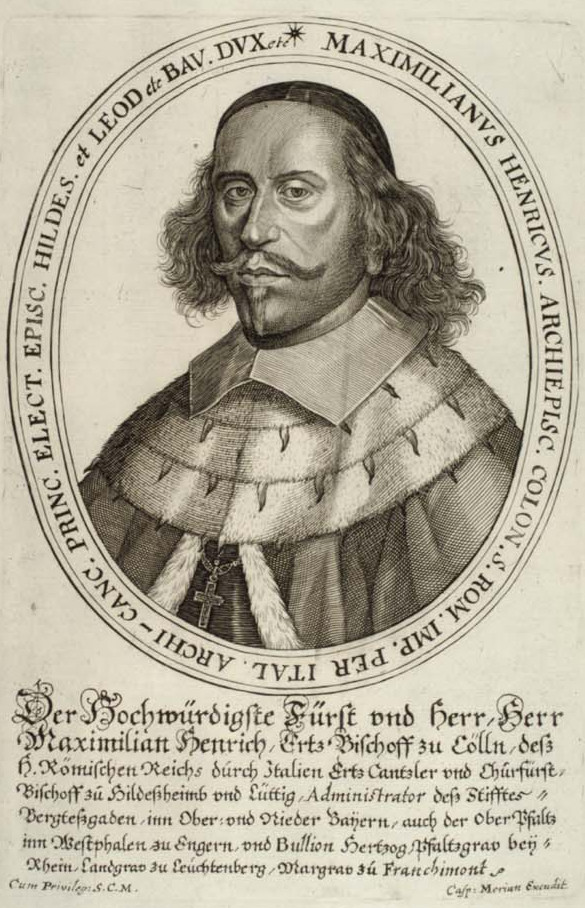
Maximilian Heinrich von Bayern, Darstellung in einem Krönungsdiarium aus dem Jahre 1658

Maximilian Heinrich nahm 1653 und 1664 persönlich am Reichstag in Regensburg teil. Auf dem Fürstentag zu Augsburg 1654 sprach er sich für die Königswahl von Ferdinand IV. aus. Der Kurfürst nahm traditionsgemäß das Recht auf die Krönung für sich in Anspruch. Dieses tat auch der Mainzer Erzbischof Johann Philipp von Schönborn. Maximilian Heinrich verließ daraufhin die Versammlung.
Seine Politik begann sich an Frankreich zu orientieren. Dies gilt für die Kaiserwahl von 1658, bei der Maximilian Heinrich sich mit Frankreich vergeblich für den bayerischen Kurfürsten Ferdinand Maria einsetzte. Er schwenkte erst auf Leopold I. um, nachdem ihm als dem Kölner Kurfürsten das Recht auf Salbung und Krönung bei Assistenz des Mainzer Kurfürsten zugesichert worden war.
Profranzösische Signale setzte 1658 der Beitritt Kurkölns zum Rheinischen Bund. Dem zeitweise aus Frankreich geflohenen Kardinal Mazarin gewährte Maximilian Heinrich vorübergehend Asyl. Ein erster Geheimvertrag mit Frankreich wurde 1666 geschlossen. Es folgten 1671 und 1672 weitere Vereinbarungen. Sie waren verbunden mit erheblichen Geldzahlungen von Seiten Frankreichs und der Stellung von Truppen von Seiten Kurkölns. Frankreich ging es dabei um eine Vergrößerung des Aufmarschgebiets gegenüber den Niederlanden. Der Kurfürst hoffte, niederländisch besetzte Gebiete zurückzugewinnen und sie zu rekatholisieren.
Die kriegerischen Auseinandersetzungen verliefen für Kurköln allerdings wenig vorteilhaft. Das Land wurde zum Schauplatz des Krieges und von Truppen beider Seiten verheert. Maximilian Heinrich musste 1673 in die Reichsstadt Köln flüchten und 1674 einem Friedensschluss mit den Niederlanden zustimmen. Die Festungs- und Residenzstadt Bonn war bereits 1673 von der Reichsarmee eingenommen worden, die die Stadt bis 1679 besetzt hielt. Die Stadt Neuss war mehrfach von französischen Truppen besetzt. Selbst das abgelegene Herzogtum Westfalen war in die Kriegsereignisse einbezogen; 1672 belagerte ein brandenburgisch-kaiserliches Heer die Stadt Werl.
Obwohl die Reunionspolitik Frankreichs auch Teile des von Maximilian Heinrich regierten Hochstifts Lüttich betraf, verstärkte sich unter dem Einfluss der Brüder Fürstenberg die Anlehnung an Frankreich. Verträge von 1683 und 1687 banden das Land immer stärker an die Politik Ludwigs XIV.

## Innenpolitik

### Politik im Rheinland
Als Folge des Truchsessischen Krieges war Kurköln hoch verschuldet. Der Großteil des Tafelgutes war verpfändet. Bis 1672 wurde ein Teil der Schulden beglichen und zahlreiche verpfändete Besitzungen wieder ausgelöst. Eine Reihe von Burgen, Schlösser und Festungen wurden erneuert. Nach dem Beginn des Holländischen Krieges ab 1672 nahmen die Finanzprobleme Kurkölns wieder erheblich zu.
In Maximilian Heinrichs Zeit fallen eine Reihe zeittypischer Verordnungen und Gesetze. Dazu zählen die 1653 erlassene Appellations- und Revisionsgerichtsordnung, die Rechtsordnung von 1663, eine Bergordnung von 1669 und das Duellverbot von 1683. Im Jahr 1669 wurde die Landesdeskription vollendet; sie diente als Basis für die Besteuerung und blieb bis zum Ende des Erzstiftes in Gebrauch.
Maximilian Heinrich betonte in verschiedenen Äußerungen seinen Anspruch auf die Oberherrschaft über die Reichsstadt Köln. Unter Beteiligung des Niederrheinisch-Westfälischen Reichskreises und einer kaiserlichen Kommission handelten der Erzbischof und die Stadt Köln 1672 den Kendenicher Rezess aus, wonach mögliche Streitpunkte ohne Gewalt bzw. vor dem Reichskammergericht zu lösen seien. Wenig erfolgreich war 1684 ein auf französische Truppen gestützter Versuch, die Stadt Köln einzuschüchtern.

### Politik im Herzogtum Westfalen

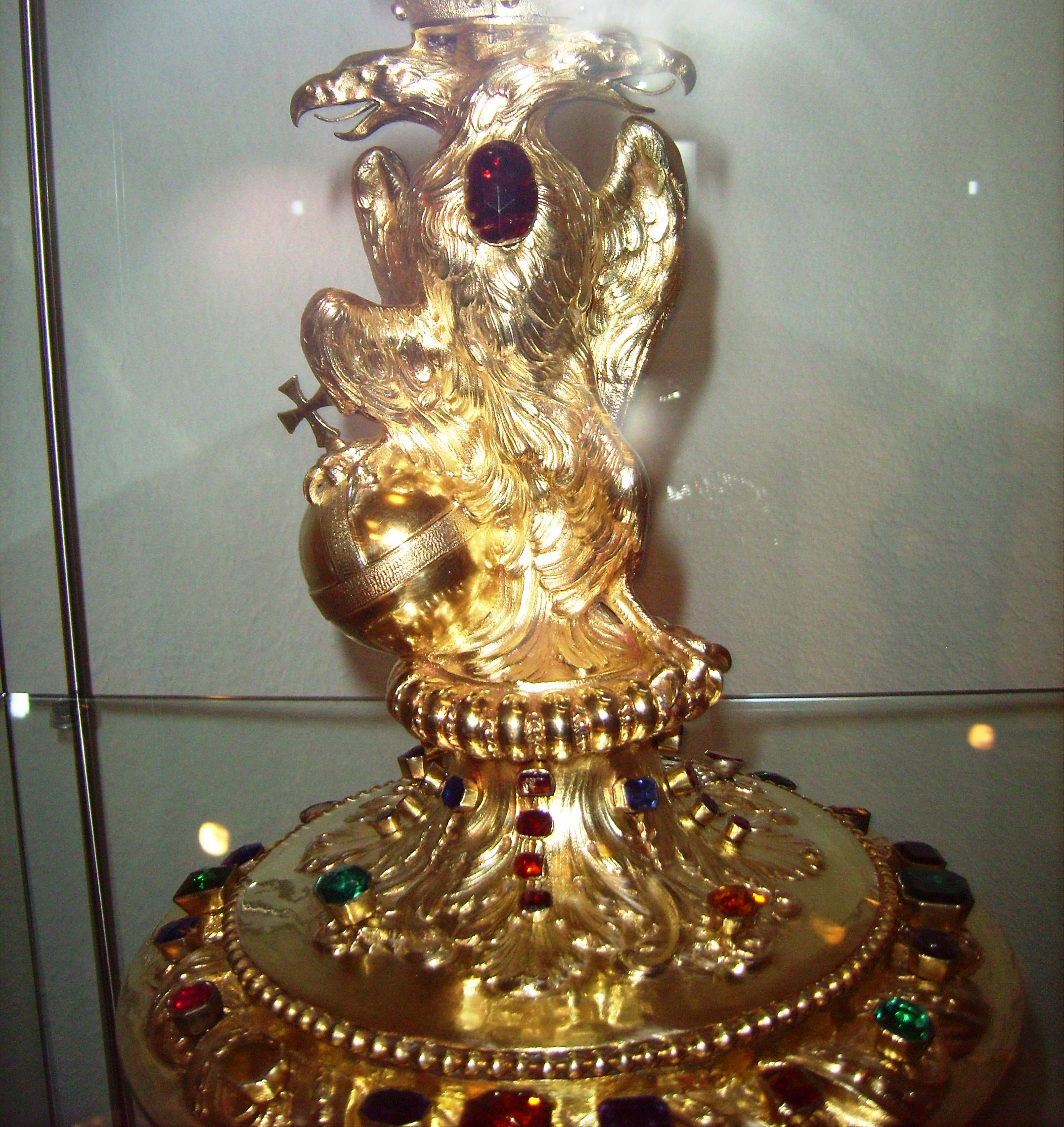
Detail des Westfälischen Landständepokals. Gut zu sehen sind die von Max Heinrich gegossenen und geschnittenen Steine aus Glasfluss

In dem zu Kurköln gehörenden Herzogtum Westfalen erließ Maximilian Heinrich zwischen 1653 und 1683 zahlreiche Verordnungen und Gesetze. Neben ähnlichen Verordnungen wie im Kölner Kernland kamen dazu weitere lokale Bestimmungen: die Erlaubnis zur Errichtung eines Jahrmarktes in Brilon (1655), die Einführung einer Elementarschulordnung (1656), eine Zollverordnung (1659), die Bestätigung des Werler Erbsälzerprivilegs (1665), ein Judenprivileg für die Stadt Arnsberg (1671) und eine Brandordnung von 1672.
Im Herzogtum Westfalen hielt sich Maximilian Heinrich zwischen 1652 und 1684 häufig auf. Auf ihn geht in der Residenzstadt Arnsberg die Anlage von gewerblichen Anlagen, der Kauf des Gutes Obereimer und die Anlage eines großen Tiergartens zurück. Außerdem ließ er die Arbeiten am Schloss Arnsberg wieder aufnehmen; im Jahr 1663 war der Bau vollendet. Obwohl er persönlich selbst an der Jagd wenig interessiert war, ließ er aus fürstlichen Repräsentationsgründen das Jagdschloss Hirschberg erbauen. Mit den Erbsälzern in Werl entwickelte sich ein Konflikt, als der Kurfürst eine eigene konkurrierende Saline anlegen ließ. Der Streit gelangte bis an das Reichskammergericht, ohne dass bis zum Tod des Kurfürsten eine Einigung erzielt werden konnte.
Im Jahr 1667 war er selbst bei dem Landtag der Stände des Herzogtums anwesend. In diesem Zusammenhang schenkte der Kurfürst den Ständen den Arnsberger Landständepokal. Ob damit konkrete finanzpolitische Interessen oder die Erlaubnis zur Anmusterung von Truppen verbunden waren, ist nicht ganz klar. Allerdings wurde als Folge der auf dem Landtag beschlossenen Steuerbewilligung dem Herzogtum eine eigene Rechts-, Rats- und Regierungsordnung gegeben und der westfälischen Kanzlei das Führen eines eigenen Siegels gestattet. Die starke Stellung der Stände erlaubte im Herzogtum Westfalen kaum eine absolutistische Politik.

### Hochstift Lüttich
Besonders schwierig war für Maximilian Heinrich die Situation im Hochstift Lüttich. Nach dem Beginn seiner Herrschaft ließ er Unruhen gewaltsam unterdrücken. Ein Einmarsch von Truppen aus den Niederlanden, Lothringen und Schweden wurde 1654 beendet. Im Verlauf des Holländischen Krieges wurde das Hochstift erneut Kriegsschauplatz. In den Jahren 1675/76 war Lüttich französisch besetzt.
Stark gespannt war das Verhältnis von Maximilian Heinrich zur Stadt Lüttich. Das Misstrauen ging zurück auf die von ihm im Auftrage seines Onkels 1649 durchgeführte militärische Besetzung der Stadt, die mit Grausamkeiten verbunden gewesen war. Entgegen alten städtischen Freiheiten gestaltete Maximilian Heinrich die Herrschaft in der Stadt im Geist eines landesherrlichen Absolutismus, z. B. durch den Bau einer Zitadelle. Nach dem Abzug der französischen Truppen im Jahr 1676 und der Zerstörung der Zitadelle bekundeten in den Jahren 1679, 1682 und 1684 Aufstände in der Stadt den Widerstand gegen den Bischof. Die Stadt klagte vor dem Reichshofgericht mit dem Ziel einer Herauslösung aus dem Hochstift Köln. Kaiserliche Kompromissvorschläge scheiterten an Maximilian Heinrich. Wilhelm Egon von Fürstenberg brach dann 1684 den städtischen Widerstand mit Gewalt.

### Weitere Territorien
Vor allem mit Hilfe hoher Bestechungsgelder konnte sich Maximilian Heinrich 1683 bei der Wahl zum Bischof von Münster durchsetzen. Der Weihbischof Nicolaus Steno, der die Wahl als Simonie verurteilte, verließ die Stadt. Auf Grund dessen Berichts weigerte sich Papst Innozenz XI., die Wahl zu bestätigen, so dass Maximilian Heinrich nur Landesherr, aber nicht Bischof war. Er unterzeichnete eine neuformulierte Wahlkapitulation. Das Bistum Münster hat er nie besucht. Am Domplatz ließ er eine neue Kanzlei errichten; die Politik, insbesondere die Außenpolitik, wurde jedoch am Hof in Bonn gemacht.
Trotz fehlender Präsenz vor Ort nahm Maximilian Heinrich Einfluss auf das Hochstift Hildesheim. Er veranlasste die Reorganisation des Hofgerichts von 1652 sowie die Kanzlei-, Polizei- und Gerichtsordnung von 1665. Im Jahr 1651 ratifizierte er den hildesheimischen Konsistorialrezess, der die Gleichberechtigung der Konfessionen festlegte. In der mehrheitlich protestantischen Stadt Hildesheim bemühte er sich daraufhin um die Stärkung des katholischen Einflusses. 1656 kamen Kapuziner in die Stadt zurück. Der städtische Rat reagierte im Gegenzug mit Behinderungen der katholischen Glaubensausübung.

## Nachfolge
Seine Kränklichkeit führte Maximilian Heinrich seit Beginn der 1680er Jahre zu Überlegungen über seine Nachfolge. Anstatt seinen Verwandten Joseph Clemens zum Koadjutor zu ernennen, sprach er sich für Wilhelm Egon von Fürstenberg aus, der unter dem Einfluss französischer Gelder auch vom Kölner Domkapitel gewählt wurde. Der Kaiser erklärte die Wahl jedoch für ungültig; auch der Papst verweigerte seine Zustimmung. Der Kurfürst starb 1688 in Bonn und wurde in der Dreikönigskapelle im Kölner Dom beigesetzt. Seine Eingeweide ruhen jedoch in der Bonner Jesuitenkirche und sein Herz in der Altöttinger Gnadenkapelle. Zum Nachfolger wurde im Zuge des Kölner Bistumsstreits (1688) nicht Wilhelm Egon von Fürstenberg, sondern Joseph Clemens von Bayern gewählt. Dessen Amtsübernahme verlief indes nicht ohne Konflikte. Zunächst setzte sich von Fürstenberg mit Gewalt in den Besitz der wichtigsten Städte und festen Plätze des Kurfürstentums. Ludwig XIV., dem daran gelegen war, seinen Einfluss im Reich auszubauen, unterstützte von Fürstenberg mit einer starken Armee. So verknüpfte sich der Kölner Bistumsstreit mit dem Pfälzischen Erbfolgekrieg. Gestützt auf niederländische und kaiserliche Truppen gelang es Joseph Clemens, sich nach wechselvollen und für einige Städte zerstörerischen Kämpfen gegen von Fürstenberg durchzusetzen. Dieser zog sich in die Abtei Saint-Germain-des-Prés in Paris zurück, deren Abt er unter anderem war.

## Schriften
- Ertz Stiffts Cöllnische Rechts-Ordnung. Jansen, Bonn 1663 (Digitalisierte Ausgabe der Universitäts- und Landesbibliothek Düsseldorf).
- Decreta Et Statuta Dioecesanae Synodi Coloniensis : sub Maximiliano Henrico archiepiscopo Coloniensis anno 1662 celebratae. Busaeus, Coloniae Agrippinae MDCLXVII (Digitalisat).
- Tractatus De Triplicis Vicarii Generalis In Pontificalibus Nempè Spiritualibus, Contentiosis Jure, Officio, ac potestate, Jussu & Decreto Reverendissimi Et Serenissimi Principis Ac Domini Domini Maximiliani Henrici Archiepiscopi Et Electoris Coloniensis quondam editus . Imhoff, Coloniae ad Rhenum 1781 (Digitalisat)